# سنت-مادلن، کبک
سنت-مادلن (به فرانسوی: Sainte-Madeleine) روستایی در منطقه شهری له ماسکوتن ناحیه مونترژی در استان کبک کانادا است. در سرشماری سال ۲۰۱۱ این روستا ۲٬۲۱۴ نفر جمعیت داشته‌است و مساحت آن ۵٫۳ کیلومتر مربع است.